# Staatz
Staatz è un comune austriaco di 1 954 abitanti nel distretto di Mistelbach, in Bassa Austria; ha lo status di comune mercato (Marktgemeinde), ma in passato ha avuto quello di città (Stadtgemeinde).